# Анасонка
Анасонката, наричана също и зелена анасонова миризливка (Clitocybe odora), е вид ядлива базидиева гъба от семейство Есенни гъби (Tricholomataceae).

## Описание
Шапката е до 8 cm в диаметър. В ранна възраст е полукълбовидна с подвит навътре ръб, с малка гърбица или вдлъбнатина по средата, а в напреднала възраст е разперена до плоска, понякога и вълновидно нагъната с повдигнат ръб. Кожицата е гола, гладка, матова, на цвят синьо-зелена, зелена или сиво-зелена, много често с едно или няколко по-тъмни воднисти петна, като със стареенето избледнява откъм периферията. Пънчето е цилиндрично, право или леко извито в основата, първоначално плътно, а после гъбесто или кухо, влакнесто. На цвят е като шапката, но по-светло и впоследствие избледнява до кремаво. Месото при развитите гъби е сравнително твърдо, белезникаво на цвят, сладнеещо на вкус и с много силен аромат на анасон. Има приемливи вкусови качества и може да се консумира както в прясно състояние, така и консервирана, но най-вече в гъбени смеси.

## Местообитание
Среща се често през юли – октомври, като расте поединично или на групи в широколистни, смесени и иглолистни гори.